# Rodrigo Roncero

a Compétitions nationales et continentales officielles uniquement.

b Matchs officiels uniquement.
Dernière mise à jour le 11 février 2014.
Rodrigo Roncero, né le 16 février 1977 à Buenos Aires (Argentine), est un joueur de rugby à XV argentin. Il joue en équipe d'Argentine et évolue au poste de pilier gauche au sein de l'effectif du Stade français Paris.

## Biographie
Rodrigo Roncero joue à l'Asociación Deportiva Francesa puis rejoint l'Angleterre et le Gloucester RFC en 2002. Il y reste deux saisons avant de partir pour le Stade français Paris en 2004.
Il honore sa première cape internationale en équipe d'Argentine le 15 septembre 1998 à Tokyo par une défaite 44-29 contre l'équipe du Japon.
En 2005, il participe avec le Stade français à la finale de Coupe d'Europe face au Stade toulousain au Murrayfield Stadium à Édimbourg. Il est titularisé en première ligne avec Mathieu Blin et Pieter de Villiers. À l'issue du temps réglementaire, les deux équipes sont à égalité, 12 à 12, mais les toulousains parviennent à s'imposer 12 à 18 à l'issue des prolongations.
En mars 2009, il est sélectionné avec le XV du président, sélection de joueurs étrangers évoluant en France coachée par Vern Cotter, pour jouer un match amical contre les Barbarians français au Stade Ernest-Wallon à Toulouse. Le XV du président l'emporte 33 à 26.

## Palmarès
- Championnat de France de rugby à XV
  - Vainqueur (1) : 2007
  - Finaliste (1) : 2005
- Coupe d'Europe
  - Finaliste (1) : 2005

## Statistiques en équipe nationale

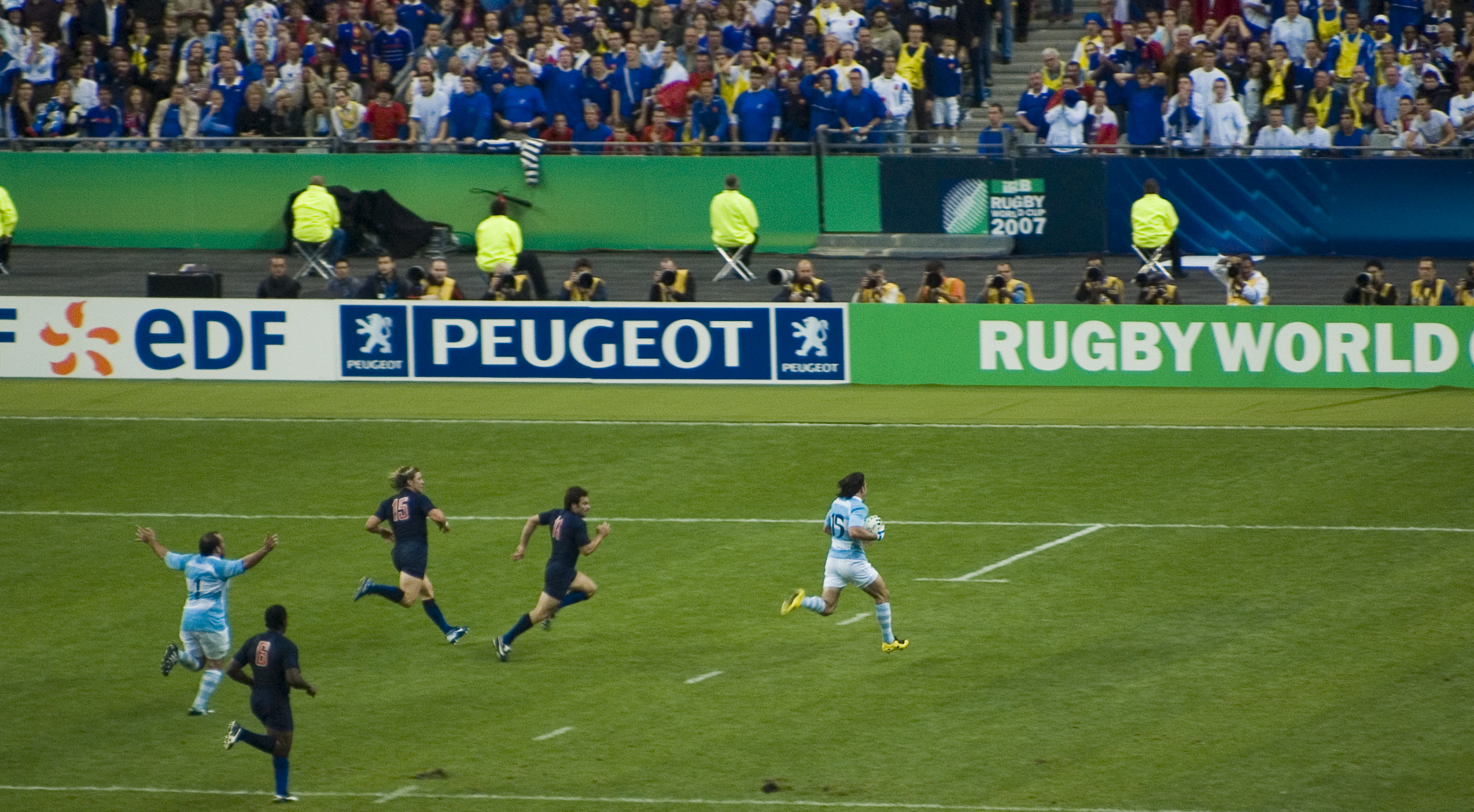
Roncero, bras levés, célèbre l'essai d'Ignacio Corleto pour l'Argentine face à la France lors de la Coupe du monde 2007.

- 55 sélections en équipe d'Argentine depuis 1998
- 30 points (6 essais)
- Sélections par année : 1 en 1998, 3 en 2002, 4 en 2003, 5 en 2004, 4 en 2005, 3 en 2006, 7 en 2007, 5 en 2008, 5 en 2009, 6 en 2010, 5 en 2011, 7 en 2012
- En Coupe du monde :
  - 2003 : 2 sélections (Namibie, Roumanie)
  - 2007 : 6 sélections (France (x2), Namibie, Irlande, Écosse, Afrique du Sud)
  - 2011 : 3 sélections (Angleterre, Roumanie, Écosse)